# Eupholus petitii
Eupholus petitii es una especie de escarabajo del género Eupholus, familia Curculionidae. Fue descrita científicamente por Guérin-Méneville en 1841.
Habita en Nueva Guinea. Eupholus petiti suele ser azul verdoso brillante, con cuatro bandas negras brillantes transversales y desiguales en los élitros. La última banda está fuertemente arqueada. Las antenas tienen forma de maza, tiene un surco longitudinal en el vértice y la extremidad de los muslos es azul. El color azul verdoso se deriva de escamas muy pequeñas que cubren todo el élitro.

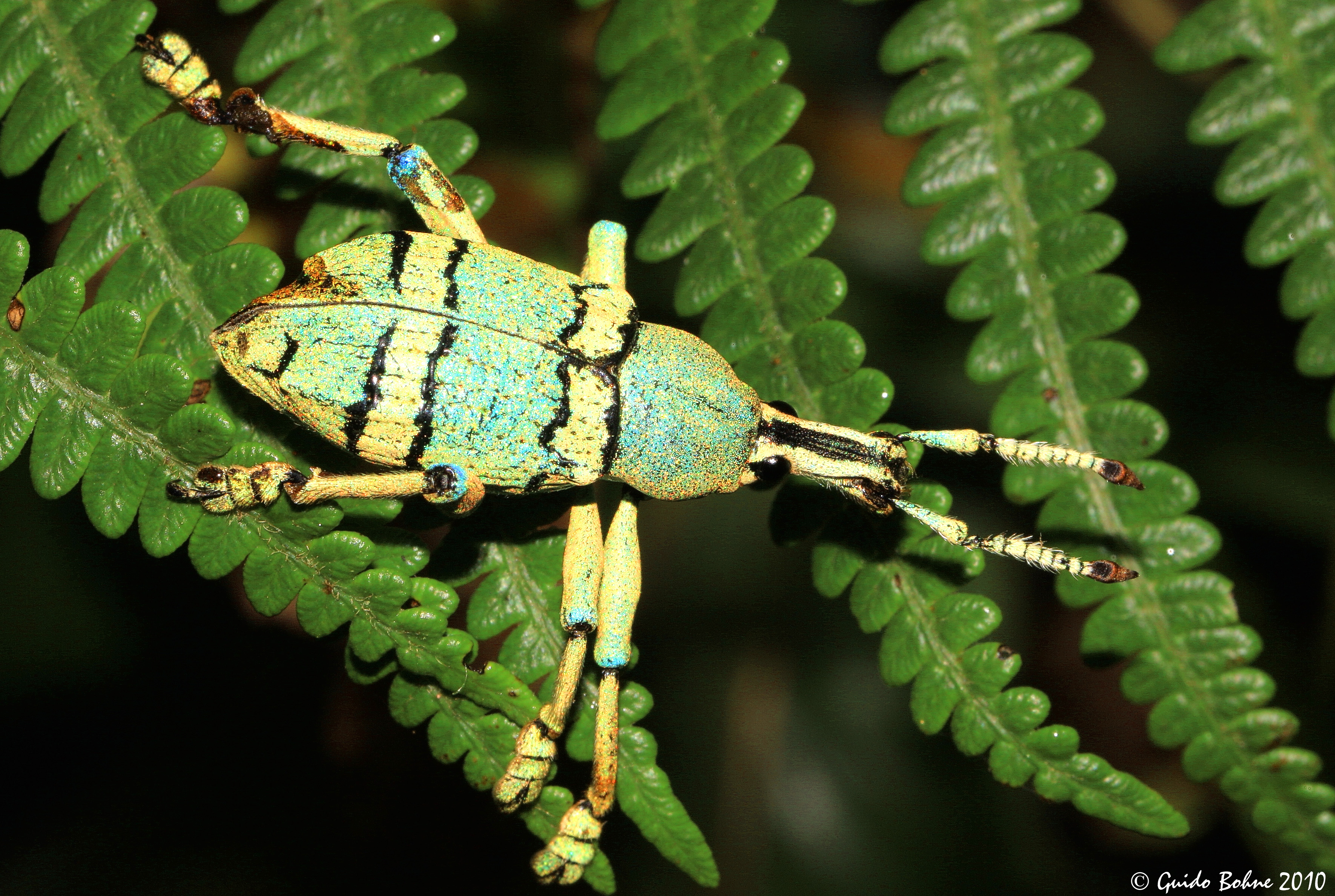
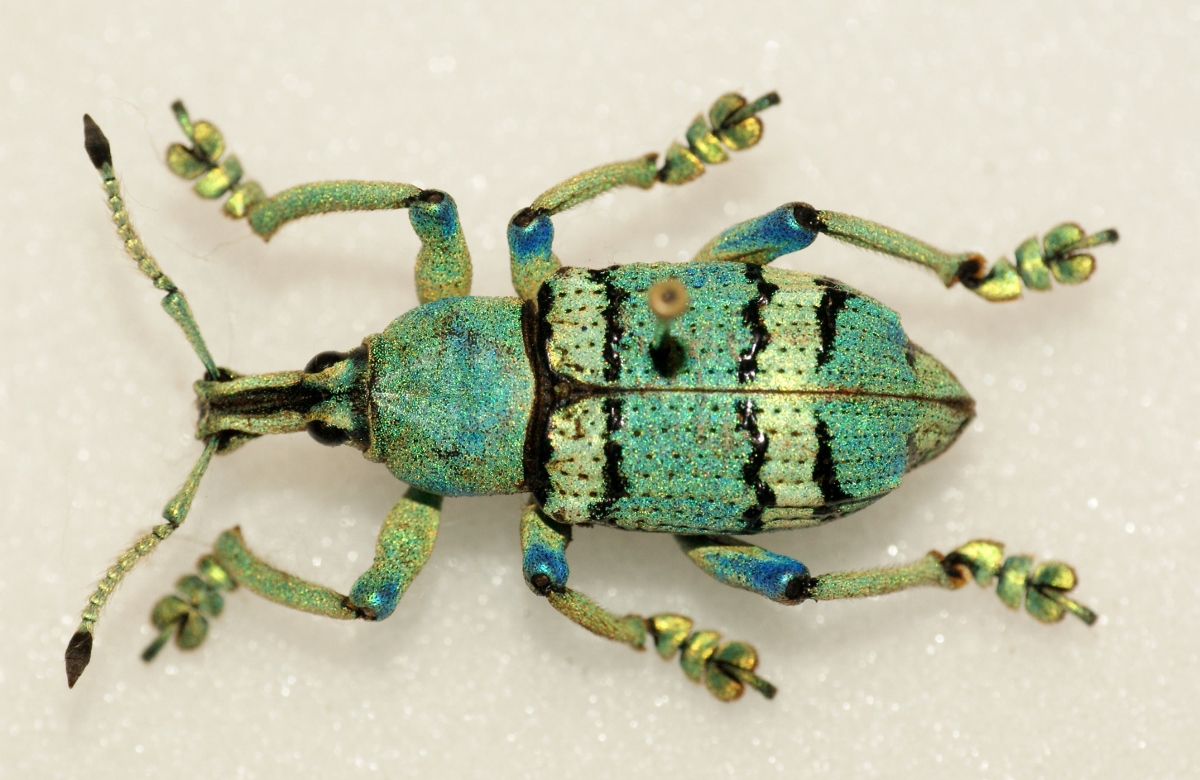
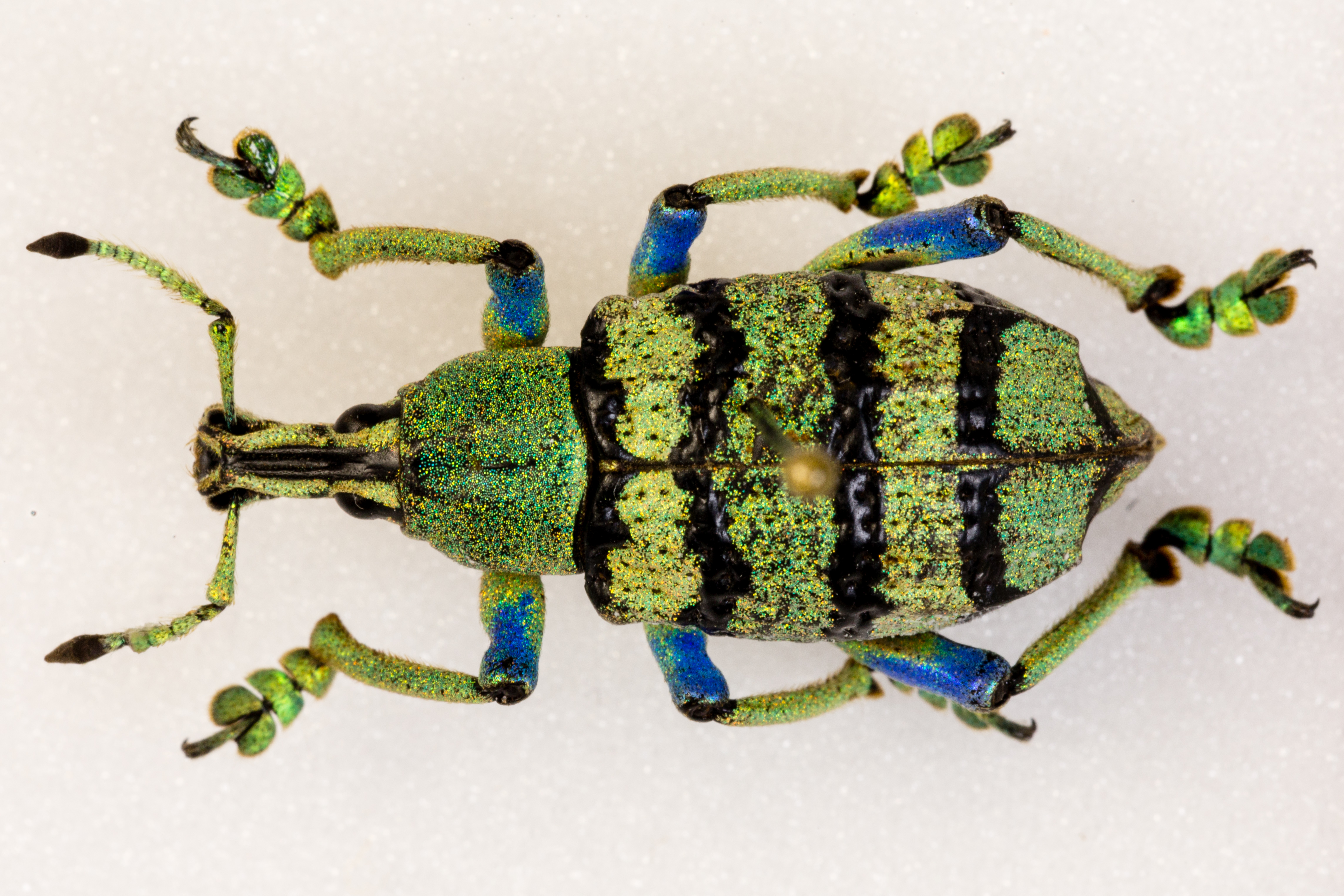